# Ekstraklasa w futsalu (2014/2015)/Wyniki spotkań
Źródło:

## 1. kolejka (19 września – 22 września)
| 19 września 2014 18:30 | Red Devils Chojnice · Kaźmierczak 6' · Charczenko 7', 30' · Mączkowski 34' | 4:4(2:1)Raport | KGHM Euromaster Chrobry Głogów · 12' Nowak · 26', 38', 40' Pietruszko           | Chojnice |
|                        | kartki: · Kriezel 15' · Sobański 18' · Iwanow 20' · Kołesnyk 39'           |                | kartki: · 20' D. Pieczyński · 26' Niedźwiedź · 33' Ł. Pieczyński · 38' Urbaniak |          |

| 19 września 2014 20:00 | AZS UG Gdańsk · Osłowski 8' · Pawicki 31' | 2:3(1:2)Raport | GAF Jasna Gliwice · 4', 10' Kiełpiński · 22' Diemiszew | Gdańsk |
|                        |                                           |                | kartki: · 19' Wojtas                                   |        |

| 20 września 2014 18:00 | Red Dragons Pniewy                 | 0:1(0:1)Raport | Clearex Chorzów · 11' Seget          | Pniewy |
|                        | kartki: · Roj 6' · Zdankiewicz 40' |                | kartki: · 24' Grecz · 33' Podobiński |        |

| 20 września 2014 18:00 | AZS UŚ Katowice · Piskorz 15' · Bartyzel 40' | 2:6(1:2)Raport | Pogoń 04 Szczecin · 10', 20' Tubacki · 26' Jurczak · 36', 37' Szamotij · 40' Krzymiński | Katowice |
|                        | kartki: · Piskorz 15'                        |                | kartki: · 39' Jakubiak                                                                  |          |

| 21 września 2014 16:00 | Gwiazda Ruda Śląska · Kidanow 39'          | 1:4(0:2)Raport | Gatta Zduńska Wola · 6', 24' Marciniak · 17', 40' Sobalczyk | Ruda Śląska |
|                        | kartki: · Szachnitowski 12' · Łuszczek 37' |                |                                                             |             |

| 22 września 2014 19:20 | Wisła Krakbet Kraków · Morawski 4' · Czech 23' | 2:2(1:1)Raport | Rekord Bielsko-Biała · 10' Machura · 25' Szłapa | Kraków |
|                        | kartki: · Wojciechowski 28'                    |                | kartki: · 11' Nawrat · 30' Franz                |        |

## 2. kolejka (26 września – 29 września)
| 26 września 2014 18:30 | Pogoń 04 Szczecin · Krzymiński 29', 33'                        | 2:7(0:2)Raport | Wisła Krakbet Kraków · 6' Douglas · 13' Kubik (s) · 27', 37' Wachuła · 31' Budniak · 39' Morawski · 40' Wojciechowski | Szczecin |
|                        | kartki: · Jurczak 16' · Tubacki 20' · Szamotij 29' · Kubik 35' |                | kartki: · 30' Czech                                                                                                   |          |

| 27 września 2014 18:00 | Gatta Zduńska Wola · Krawczyk 1' · Stanisławski 12' | 2:5(2:1)Raport | Clearex Chorzów · 4' Seget · 27' Podobiński · 29' Golly · 33' Pasierbek · 36' Łopuch | Zduńska Wola |
|                        | kartki: · Milewski 11', 34' · Krawczyk 25'          |                | kartki: · 8' Podobiński · 24' Pasierbek · 30' Łopuch · 30' Omylak · 40' Miozga       |              |

| 27 września 2014 18:00 | KGHM Euromaster Chrobry Głogów · Ł. Pieczyński 30' · Niedźwiedź 35' · Nowak 38' | 3:0(0:0)Raport | Red Dragons Pniewy              | Głogów |
|                        | kartki: · Niedźwiedź 26' · Kaczmar 35'                                          |                | kartki: · 30' Roj · 36' Solecki |        |

| 28 września 2014 18:00 | Rekord Bielsko-Biała · Popławski 16' · Kmiecik 27' · Franz 34', 36', 40' | 5:3(1:1)Raport | Gwiazda Ruda Śląska · 5', 35', 40' Siadul | Bielsko-Biała |
|                        | kartki: · Janovský 7' · Polášek 20'                                      |                | kartki: · 16' Bubec · 38' Piasecki        |               |

| 29 września 2014 19:30 | AZS UŚ Katowice · Korczyński 22' · Jasiński 27' · Piskorz 30', 39' | 4:2(0:0)Raport | AZS UG Gdańsk · 37' Broner · 40' Poźniak | Katowice |
|                        | kartki: · Gładczak 6' · Jasiński 10'                               |                |                                          |          |

| 8 października 2014 18:00 | GAF Jasna Gliwice · Ficek 18', 40' · Diemiszew 36' · Kiełpiński 37' | 4:2(1:1)Raport | Red Devils Chojnice · 8' Mączkowski · 22' Charczenko | Gliwice |
|                           | kartki: · Diemiszew 17' · Śmiałkowski 32' · Dewucki 33'             |                | kartki: · 32' Kriezel                                |         |

W pierwotnym terminie (27 września) nie odbył się z powodu śmierci zawodnika Red Devils Chojnice Michała Papierkiewicza.

## 3. kolejka (3 października – 6 października)
| 3 października 2014 18:30 | Clearex Chorzów · Łopuch 28' · Pasierbek 35' | 2:4(0:1)Raport | KGHM Euromaster Chrobry Głogów · 17' Pietruszko · 36' Urbaniak · 38' Lebiedziński · 39' Nowak | Chorzów |
|                           | kartki: · Omylak 26'                         |                | kartki: · 7' D. Pieczyński · 35' Niedźwiedź · 35' Długosz · 38' Plewko                        |         |

| 4 października 2014 18:00 | Red Dragons Pniewy · Ozorkiewicz 4', 32' · Foltyn 35' | 3:1(1:0)Raport | GAF Jasna Gliwice · 38' Diemiszew          | Pniewy |
|                           | kartki: · Wachoński 23'                               |                | kartki: · 17' Kiełpiński · 33' Śmiałkowski |        |

| 5 października 2014 17:00 | Wisła Krakbet Kraków · Czech 11' · Budniak 16', 24', 31' · Douglas 19', 25', 28' · Wojciechowski 34' | 8:3(3:1)Raport | AZS UG Gdańsk · 9' Pawicki · 36', 40' Depta | Kraków |
|                           | kartki: · Wojciechowski 36'                                                                          |                | kartki: · 25' Depta · 30' Madani            |        |

| 5 października 2014 18:00 | Red Devils Chojnice · Iwanow 10', 11', 15', 18', 19' · Kaźmierczak 11', 40' · Laskowski 18' · Sundiejew 30' | 9:3(7:2)Raport | AZS UŚ Katowice · 8' Piskorz · 19' Gładczak · 39' Jasiński | Chojnice |
|                           | |                | kartki: · 7' Jasiński · 19' Barański · 28' Piskorz         |          |

| 9 października 2014 19:30 | Gwiazda Ruda Śląska · Hewlik 13' · Pękala 25' · Siadul 31' · Szachnitowski 37' | 4:3(1:1)Raport | Pogoń 04 Szczecin · 8', 38' Jurczak · 36' Szamotij              | Ruda Śląska |
|                           | kartki: · Kidanow 20' · Bubec 29' · Łuszczek 38'                               |                | kartki: · 18' Szamotij · 21' Jakubiak · 21' Kubik · 25' Jurczak |             |

| 15 października 2014 19:00 | Rekord Bielsko-Biała · Franz 14' · Popławski 20' | 2:3(2:2)Raport | Gatta Zduńska Wola · 13', 26' Olejniczak · 19' Krawczyk | Bielsko-Biała |
|                            | kartki: · Łysoń 17'                              |                | kartki: · 1' Krawczyk · 4' Słowiński · 11' Szewczyk     |               |

Mecz przełożony z powodu udziału Rekordu Bielsko-Biała w turnieju Main Round UEFA Futsal Cup 2014/2015.

## 4. kolejka (10 października – 13 października)
| 10 października 2014 19:00 | Wisła Krakbet Kraków · Kowal 8' · Bondar 26' · Wojciechowski 26' · Pater 30' · Douglas 40' | 5:1(1:0)Raport | Red Devils Chojnice · 38' Kriezel | Kraków |
|                            | kartki: · Morawski 40'                                                                     |                | kartki: · 15' Sobański            |        |

| 10 października 2014 20:00 | AZS UG Gdańsk · Kostuch 5' · Depta 22'           | 2:2(1:1)Raport | Gwiazda Ruda Śląska · 8', 29' Bubec | Gdańsk |
|                            | kartki: · Poźniak 5' · Broner 12' · Osłowski 32' |                | kartki: · 17' Pękala · 18' Hewlik   |        |

| 11 października 2014 18:00 | Gatta Zduńska Wola · Marciniak 13'    | 1:0(1:0)Raport | KGHM Euromaster Chrobry Głogów                        | Zduńska Wola |
|                            | kartki: · Szymczak 15' · Krawczyk 39' |                | kartki: · 9', 24' Kaczmar · 31' Plewko · 37' Urbaniak |              |

| 11 października 2014 18:00 | Pogoń 04 Szczecin · Kubik 4' · Tubacki 24' · Szamotij 36' | 3:8(1:5)Raport | Rekord Bielsko-Biała · 6', 19' Popławski · 7', 13' Franz · 18' Radek Polášek · 31', 34' Marek · 40' Janovský | Szczecin |
|                            | kartki: · Gepert 23' · Bugański 24'                       |                | kartki: · 10' Marek                                                                                          |          |

| 11 października 2014 19:00 | AZS UŚ Katowice · Piskorz 33'        | 1:1(0:0)Raport | Red Dragons Pniewy · 36' Frajtag | Katowice |
|                            | kartki: · Zając 30' · Korczyński 32' |                | kartki: · 25' Roj                |          |

| 13 października 2014 19:30 | GAF Jasna Gliwice · Kiełpiński 28'     | 1:2(0:1)Raport | Clearex Chorzów · 11' Golly · 21' Podobiński | Gliwice |
|                            | kartki: · Kiełpiński 14' · Lutecki 33' |                | kartki: · 26' Miozga                         |         |

## 5. kolejka (18 października – 20 października)
| 18 października 2014 18:00 | Clearex Chorzów · Wojtyna 6', 31', 38' · Łopuch 16' · Golly 39' | 5:2(0:1)Raport | AZS UŚ Katowice · 8', 34' Gładczak                                     | Chorzów |
|                            | kartki: · Salisz 14'                                            |                | kartki: · 10', 30' Jasiński · 28' Gładczak · 37' Słonina · 37' Krzywka |         |

| 18 października 2014 18:00 | Red Dragons Pniewy · Hoły 2' · Wachoński 7', 27' · Frajtag 29' | 4:2(2:1)Raport | Wisła Krakbet Kraków · 15' Pater · 25' Douglas | Pniewy |
|                            | kartki: · Skrzypek 24'                                         |                | kartki: · 28' Lasik · 36' Pater                |        |

| 19 października 2014 16:00 | Gwiazda Ruda Śląska · Kidanow 30' | 1:3(0:2)Raport | Red Devils Chojnice · 16' Krajewski (sam.) · 19' Iwanow · 27' Kolesnik | Ruda Śląska |
|                            | kartki: · Bubec 27'               |                | kartki: · 26' Charczenko                                               |             |

| 19 października 2014 18:00 | Rekord Bielsko-Biała · Marek 12' · Popławski 14', 30' · Szłapa 19' · Franz 20', 32' · Biel 29' | 7:3(4:1)Raport | AZS UG Gdańsk · 5' Poźniak · 33' Pawicki · 37' Depta | Bielsko-Biała |
|                            |                                                                                                |                | kartki: · 18' Depta · 26' Kostuch                    |               |

| 19 października 2014 19:00 | KGHM Euromaster Chrobry Głogów · D. Pieczyński 10' · Nowak 18' · Kaczmar 35' | 3:3(2:0)Raport | GAF Jasna Gliwice · 27' Dewucki · 38' Śmiałkowski · 40' Kiełpiński | Głogów |
|                            | kartki: · Koryciński 17' · D. Pieczyński 31' · Szala 31' · Nowak 40'         |                | kartki: · 24' Śmiałkowski · 34' Ficek                              |        |

| 20 października 2014 19:30 | Pogoń 04 Szczecin · Kubik 14', 17' · Gepert 15' | 3:5(3:3)Raport | Gatta Zduńska Wola · 3', 13', 34' Krawczyk · 15' Milewski · 37' Marciniak | Szczecin |
|                            |                                                 |                | kartki: · 15' Marciniak · 25' Krawczyk                                    |          |